# Birger Meling
Birger Solberg Meling (ur. 17 grudnia 1994 w Stavanger) – norweski piłkarz występujący na pozycji obrońcy w duńskim klubie FC København oraz w reprezentacji Norwegii. Wychowanek Viking FK, w trakcie swojej kariery grał także w takich zespołach, jak Stabæk Fotball, Rosenborg BK, Nîmes Olympique, Stade Rennais oraz FC København.